# ستيفان هيندري
ستيفان هيندري (بالإنجليزية: Stephen Hendrie)‏ (8 يناير 1995 بغلاسكو في المملكة المتحدة - ) هو لاعب كرة قدم بريطاني في مركزي الظهير والدفاع. شارك مع منتخب اسكتلندا تحت 17 سنة لكرة القدم ومنتخب اسكتلندا تحت 19 سنة لكرة القدم ومنتخب اسكتلندا تحت 21 سنة لكرة القدم. أما مع النوادي، فقد لعب مع هاميلتون أكاديميكال ووست هام يونايتد ونادي ساوثيند يونايتد.

## وصلات خارجية
- ستيفان هيندري على موقع قاعدة بيانات كرة القدم.إي يو (الإنجليزية)
- ستيفان هيندري على موقع Soccerbase.com (لاعب) (الإنجليزية)
- ستيفان هيندري على موقع Soccerway.com (الإنجليزية)
- ستيفان هيندري على موقع AS.com (الإسبانية)